# Староанглійський барон
«Староанглійський барон» (англ. The Old English Baron) — ранній готичний роман англійської письменниці Клари Рів. Під такою назвою він був уперше опублікований 1778 року, хоча анонімно з’явилася в 1777 році під своєю оригінальною назвою «Чемпіон доброчесності», перш ніж дочка Семюела Річардсона, місіс Бріджен, відредагувала твір для авторки. Крім друкарських помилок, редакція була незначною.

## Передумови
У передмові 1778 року Рів зазначила, що
«Ця історія — літературний нащадок «Замку Отранто», написана за тим самим планом, з метою об'єднати найпривабливіші та найцікавіші обставини давнього роману та сучасного роману, водночас вона набуває власного характеру та манери, які відрізняються від обох; її називають «готичною історією», оскільки вона зображує готичні часи та звичаї».
Іншими словами, Рів мала намір взяти сюжет Волпола та адаптувати його до вимог часу, врівноважуючи фантастичні елементи з реалізмом XVIII століття.

## Сюжет
Історія розповідає про пригоди сера Філіпа Гарклая, який повертається до середньовічної Англії і дізнається, що Артур Лорд Лавел, друг його юності, мертвий. Його двоюрідний брат Волтер Лорд Лавл успадкував маєток і продав родинний замок барону Фіц-Овену. Серед родини барона були двоє його синів і дочка Емма, кілька молодих джентльменів, які виховувалися разом із синами, а також Едмунд Твайфорд, син селянина, який жив разом з ними. Коли сер Філіп побачив Едварда, Він одразу ж прихильно поставився до нього, бо був вражений його схожістю зі своїм втраченим другом. Лицар запропонував прийняти його в свою сім'ю. Едмунд, будучи бездітним, вважав за краще залишитися з бароном, отримавши, однак, запевнення, що якщо він коли-небудь буде мати потребу в ньому, сер Філіп відновить свою пропозицію.
Далі оповідь стрибає через чотирирічний проміжок. Своєю явно вищою натурою і якостями Едмунд викликав ворожість племінників свого благодійника і холодність сера Роберта, старшого сина. Однак Вільям, його молодший брат, є його вірним другом, а Едмунд закоханий у леді Емму.
Згодом виявляється, що Едмунд — насправді син покійного барона, попереднього власника маєтку, який загинув за загадкових обставин. Його спадок було узурповано злочинцем, який імовірно спричинив смерть барона.
Едмунд поступово дізнається правду про своє походження. У замку починають з’являтися надприродні ознаки — привиди, голоси, видіння, які врешті допомагають розкрити правду про злочини минулого. Завдяки своїй чесності, мужності та вірності, Едмунд здобуває підтримку благородних людей, розкриває змову, а також повертає собі ім’я, титул і спадщину.
У фіналі він також здобуває любов та шлюб з дочкою Фіц-Овена, що символізує завершення його шляхетного сходження.

## Персонажі
- Сер Філліп Гарклай, поборник доброчесності
- Артур Лорд Лавел, його вбитий друг
- Волтер Лорд Лавел, убивця вищезазначених і узурпатор його земель і титулів
- Барон Фіц-Овен, давньоанглійський барон, швагер вищезазначеного Волтера
- Роберт Фіц-Овен, старший син барона
- Вільям Фіц-Овен, другий син барона, палкий друг Едмунда
- Волтер Фіц-Овен, молодший син барона
- Емма, дочка барона, закохана в Едмунда
- Річард Венлок, підлий і підлий двоюрідний брат молодих джентльменів, затятий ворог Едмунда
- Едмунд Лавел, на прізвисько Сігрейв, він же Твайфорд, посмертний син Артура Лорда Лавела, виріс у безвісноті, закоханий в Емму
- Отець Освальд, священик, який проживав у замку Ловел, довірена особа Едмунда
- Йосиф, вірний літній слуга Лавелів; відданий своєму молодому господареві
- Ендрю Твайфорд, селянин
- Марджері Твайфорд, дружина вищезгаданого, прийомна мати Едмунда

## Стиль
Спочатку Рів представила цю історію, як і Волпол до неї, як старий рукопис, який вона щойно знайшла і переписала. Під егідою пані Бріджен цю вигадку було вилучено з передмови, але більш тонкі текстові посилання на автентичність оповідання було дозволено залишити. Серед них - твердження, що чотирирічний інтервал був лакуною в рукописі, на якій, як передбачалося, зупинився первісний автор, а «більш сучасна рука» продовжила рукопис; є багато подальших розривів в оповіданні, де оригінал, як передбачалося, був зіпсований вологою.

## Вплив на готику
«Староанглійський барон» мав великий вплив на розвиток готичної літератури. Твір було драматизовано в 1799 році як «Едмонд, сирота замку». Внесок Рів в розвиток готичної літератури можна продемонструвати принаймні з двох сторін. У першому йдеться про зміцнення готичної оповідної структури, яка зосереджена на розширенні сфери уяви, щоб включити надприродне, не втрачаючи реалізму, який відзначає роман, який започаткував Волпол. По-друге, Рів також прагнула зробити свій внесок у пошук відповідної формули, яка б забезпечила правдоподібність і послідовність вигадки. В результаті вона відкинула певні аспекти стилю Волпола, такі як його схильність включати занадто багато гумору чи комічних елементів, що зменшувало здатність готичної казки викликати страх. У 1777 році Рів перерахував надмірності Волпола в цьому відношенні: «...меч настільки великий, що для його підняття потрібна сотня чоловіків; шолом, який власною вагою змушує пройти через двір в арочне склепіння, достатньо велике, щоб пройти людині; картина, яка виходить з рами; привид-скелет у каптурі відлюдника...».
У своїй передмові Рів висловила свою думку про те, що казки про надприродне слід тримати в межах реальності, невигідно протиставляючи їх роману «Замок Отранто». У відповідь Волпол зауважив, що «Староанглійський барон» «[Настільки] ймовірний, що будь-який суд за вбивство в Олд-Бейлі стане більш цікавою історією», висміюючи концепцію ймовірної історії про привидів. Хоча спадкоємність готичних письменників не повністю наслідувала зосередженість Рів на емоційному реалізмі, вона змогла встановити рамки, які тримають готичну фантастику в царині ймовірного. Цей аспект залишається проблемою для авторів цього жанру після публікації «Староанглійського барона». Поза межами свого провиденційного контексту надприродне часто страждає від ризику відхилитися в бік абсурду.

## Зовнішні посилання
- Староанглійський барон в Internet Archive
- Староанглійський барон у проєкті «Гутенберг»
- Староанглійський барон public domain audiobook at LibriVox